# آزمایش (فیلم ۲۰۰۱)
آزمایش (به آلمانی: Das Experiment) فیلمی در ژانر درام و مهیج به کارگردانی الیور هیرشبیگل محصول سال ۲۰۰۱ است. در این فیلم بازیگرانی مثل موریتز بلیبترو کریستین برکل بازی کرده‌اند.